# Panysinus semiargenteus
Panysinus semiargenteus är en spindelart som först beskrevs av Simon 1877.  Panysinus semiargenteus ingår i släktet Panysinus och familjen hoppspindlar. Inga underarter finns listade i Catalogue of Life.